# Kristian Henningsson
Kristian Henningsson, född 1977 i Malmö, är en svensk tidigare bordtennisspelare. 
Henningsson spelade som junior i MFF Bordtennis. Därefter följde spel i Amiens, Frankrike, där han tillbringade första halvan av 2000-talets första decennium som bordtennisspelare. Henningsson drabbades av en allvarlig meniskskada 2005, men kunde efter en lyckad operation återuppta sin bordtenniskarriär under slutet av samma år. 
Han spelade 2006/2007 för Hillerød GI Bordtennis.